# Гамбург-Ротербаум
Ротербаум (нім. Rotherbaum) — частина району Аймсбюттель вільного та ганзейського міста Гамбург. У більш вузькому значенні Ротербаум також вказує на більший район навколо вулиці Ротенбаумшосе.